# GMSK
В GSM от 2G цифровата информация в радиоканала се предава с Гаусова честотна модулация с минимална девиация – GMSK . Тя принадлежи към групата на двукратните честотни модулации с непрекъснатост на фазата. Гаусовата честотна модулация с минимална девиация е разновидност на честотната модулация с минимална девиация (MSK) и носи всички нейни основни белези. Поради Гаусовата филтрация на модулиращия дискретен сигнал, спектралната ефективност вместо 1b/s/Hz, е равна на 1.35b/s/Hz. Използва се Гаусов филтър с относителна широчина на честотната лента равна на B.Tb=0.3. Произведението B.Tb е избрано компромисно между спектралната ефективност и междусимволната интерференция, която допълнително влошава шумоустойчивостта. По-голяма спектрална ефективност означава повече на брой честотни канали в единица честотен обхват. Другото предимство, поради което е избрана GMSK в GSM е постоянство на обвиващата на модулирания сигнал. Крайните стъпала на мобилната станция могат да работят в клас, с висок коефициент на полезно действие.

## Модулация
Фазата на носещото колебание се управлява от биполярни импулси с Гаусов закон на изменение във времето. Импулсите се формират с Гаусов филтър. Модулацията се получава в резултат на 2 основни операции:
- филтрация. Цифровият сигнал преминава през нискочестотен филтър с Гаусов закон на изменение амплитудно-честотната характеристика;
- MSK модулация. Формираните Гаусови импулси се подават на MSK модулатор.

Прилагането на Гаусова филтрация намалява нивото и на страничните листа на спектъра на модулирания сигнал. Това води до увеличаване на ефективността за използване на честотния обхват (повече на брой канали могат да бъдат разположени в единица честотна лента). Импулсната характеристика на Гаусовия филтър не отговаря на изискванията за минимум на междусимволна интерференция и поради това, шумоустойчивостта на GMSK е по-малка, отколкото на MSK.

## Демодулация
GMSK модулираните сигнали могат да се детектират по различен начин. Поради особеностите на мобилния канал за връзка детекцията се извършва кохерентно чрез цифрова обработка с алгоритъм за минимизация на средноквадратичната грешка (Minimum Least Square Errors – МLSE) или с адаптивен еквилайзер с обратна връзка по решение (Decision feedback equalizer – DFE). Обикновено в GSM приемниците се прилага алгоритъм на Витерби за детекция и компенсиране на междусимвилните изкривявания с MLSE. При него не се детектира символ след символ, а съдържанието на символите в кадъра се определя наведнъж.